# Milionia pendleburyi
Milionia pendleburyi là một loài bướm đêm trong họ Geometridae.